# Valentin Leucht

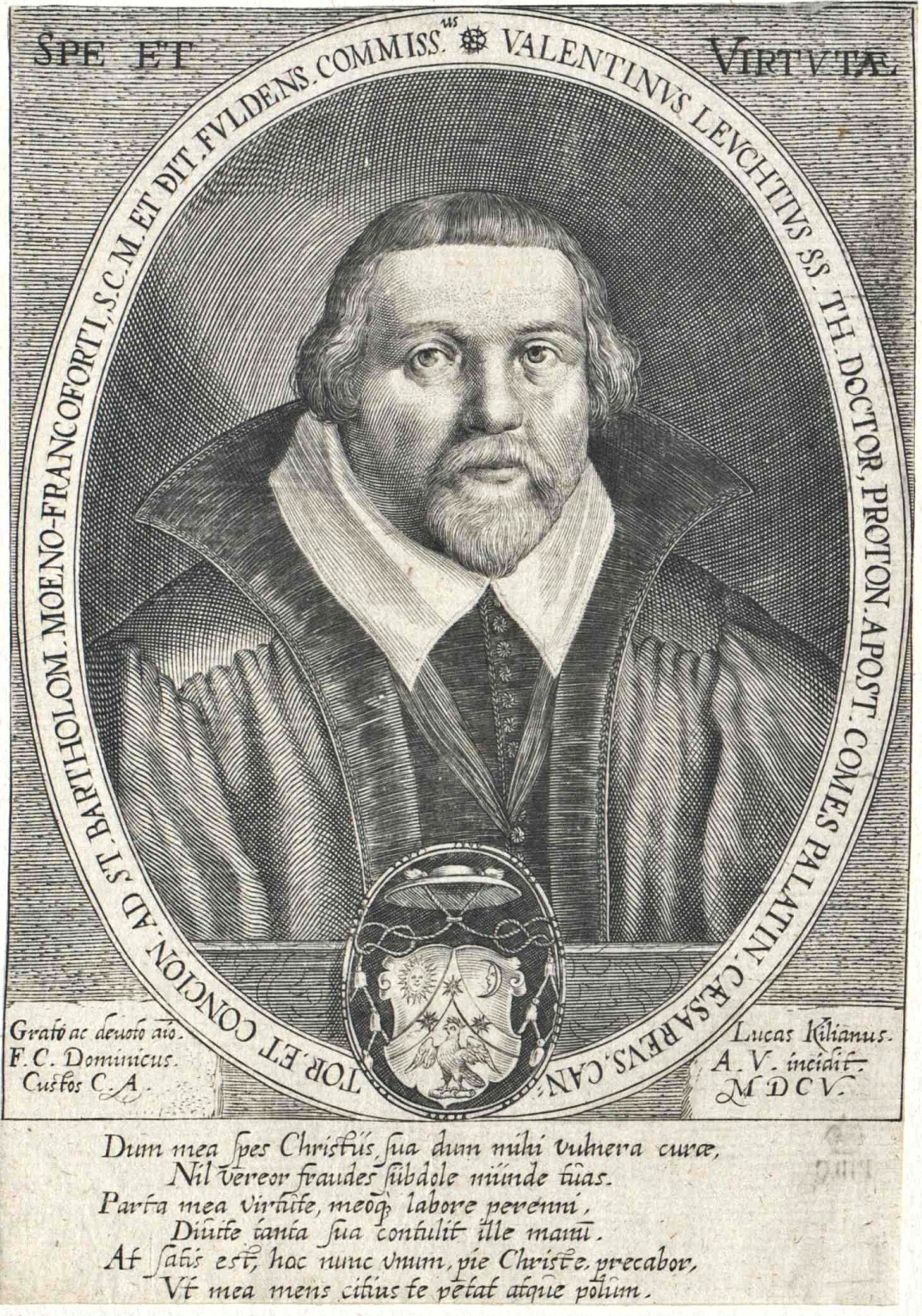
Valentin Leucht, Stich von Lucas Kilian, 1605

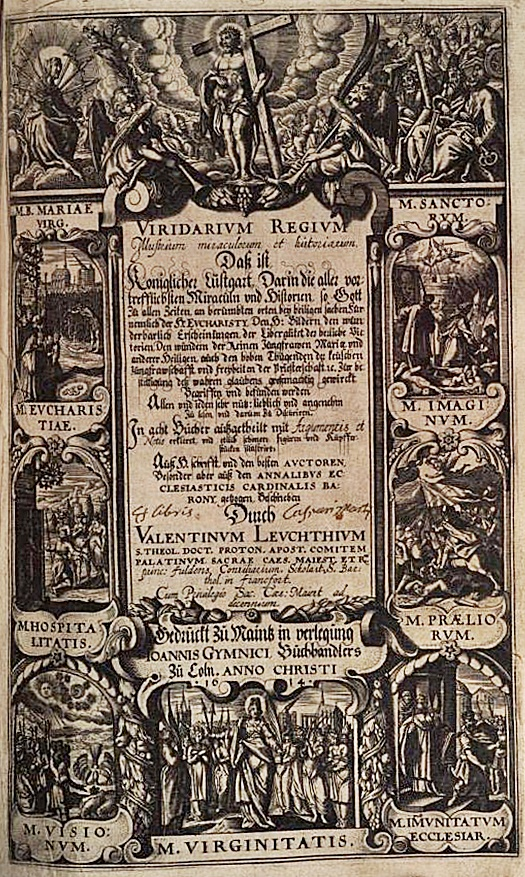
Titelblatt eines Werkes, 1614

Valentin Leucht, auch Valentin Leuchtius (* um 1550 in Hollstadt, Unterfranken; † 1. Juli 1619 in Frankfurt am Main), war ein katholischer Priester, Theologe, geistlicher Buchautor, kaiserlicher Hofpfalzgraf und kaiserlicher Bücherkommissar.

## Leben und Wirken
Leucht war bürgerlicher Herkunft und stammte aus Hollstadt in Unterfranken. Da er auch als Valentin Leucht von Falkenberg erscheint, wird zuweilen Falkenberg/Unterfranken als Geburtsort genannt. Seine erste Ausbildung erhielt er im Zisterzienser-Kloster Bildhausen und im Jesuitenkolleg Würzburg. Dann studierte er vermutlich in Mainz und promovierte zum Doktor der Theologie.
1576 erhielt Valentin Leucht die Priesterweihe durch den Würzburger Weihbischof Anton Resch. Danach fungierte er als Paedagogus im Benediktiner-Kloster Neustadt am Main. 1578 ernannte man ihn zum katholischen Pfarrer in Bernstadt (Oberlausitz), von wo ihn jedoch die Protestanten vertrieben. Ab 1582 wirkte er als Pfarrer an der Severikirche Erfurt, seit 1584 war er Pfarrer und Dekan in Neustadt an der Saale.
1589 wurde Valentin Leucht Pfarrer, Prediger und Kanoniker, 1590 auch Kantor und 1612 Scholaster, am Stift St. Bartholomäus in Frankfurt am Main. 1594 erhielt er die Titel eines Apostolischen Protonotars und eines kaiserlichen Hofpfalzgrafen.
Seit 1597 fungierte der Priester als päpstlicher und kaiserlicher Bücherkommissar in Frankfurt, begann 1606 mit der Herausgabe katholischer Kataloge für die Buchmesse und erwirkte auch Verbote einzelner Publikationen. Bei den Bürgerunruhen 1612–14 vertrat er mit Nachdruck die katholischen Interessen. Neben kleineren polemischen Schriften (auch unter dem Pseudonym „Theodor Cygnaeus“),  u. a. 1604 gegen den lutherischen Theologen Johannes Winckelmann, verfasste Leucht eine Reihe volkstümlicher Erbauungsbücher und Exempelsammlungen die später Martin von Cochem als Vorbild und Quelle für seine eigenen Werke dienten. Der Frankfurter und später Mainzer Buchdrucker Balthasar Lipp († 1623) stand zu Valentin Leucht in freundschaftlicher Verbindung und kam 1598 in Haft, weil er ohne Genehmigung des Frankfurter Rates eines dessen Bücher gedruckt hatte. Ebenso war der Frankfurter Musikverleger Nikolaus Stein mit ihm befreundet.
Valentin Leucht starb 1619 in Frankfurt, nach anderen Quellen in Mainz.